# Johann Adolph Scheibe
Johann Adolph Scheibe (også Adolf) (1708 i Leipzig – 22. april 1776 i København) var en tysk-dansk barokkomponist og som forfatter og udgiver af Der critische Musikus en af de første publicerende musikkritikere.

## Liv og gerning
Johann Adolf Scheibe kommet til Danmark fra Tyskland og havde indtil den tid, da Christian VI i året 1740 kaldte ham til Danmark, haft en tornefuld kunstnerbane. Skønt han var født med musikalske anlæg, var det fra først af et tilfælde, der førte ham ind på musikervejen. Faderen, der var dygtig orgelbygger og levede i Leipzig, havde oprindelig haft andre hensigter med ham. Han havde tænkt sig, at Johann Adolf skulle studere jura. En uventet tilbagegang i den gamle Scheibes formuesomstændigheder tvang ham imidlertid til at forandre sine planer. Sønnen, der allerede var indskrevet som student ved universitetet, måtte hurtigst mulig sættes i stand til at kunne sørge for sig selv, og således gik det da til, at den unge Scheibe, der allerede fra barnsben havde haft god musikalsk undervisning og med særlig interesse havde kastet sig over den musikvidenskabelige litteratur, hvortil han havde fået impulsen fra Johann Christoph Gottscheds Kritische Dichtkunst, valgte at blive musiker. Han lagde sig fortrinsvis efter klaver- og orgelspillet og søgte så at erhverve sig en organistplads i Leipzig. Lykken var ham imidlertid ikke god: i 1729 deltog han i en konkurrence om organistpladsen ved Thomas-Kirken, hvor blandt andre Johann Sebastian Bach var meddommer, men fik ikke pladsen. Selv påstod han, at han var bleven forbigået med urette, og gav Bach, der havde en vigtig stemme ved bortgivelsen af alle organistembeder i Leipzig, Skylden. Derfra stammede hans fjendskab til den store Thomaskantor, på hvem han siden hævnede sig ved i "Musicus criticus" at gøre sit for at nedsætte hans kunst. Efter nederlaget i konkurrencen drog han da, efter ligeledes forgæves at have søgt ansættelse i Prag, Gotha og Sondershausen, til Hamborg.

### Hamborgeroperaens fallit
Hamborgeroperaen sang just ved hans ankomst paa sit sidste Vers. En italiensk skræder, ved navn Monza, havde for et halvt årstid siden overtaget dens ledelse, men havde ved at love meget mere, end han kunne holde, bragt anstalten i vanry. Hans slette ledelse gav folk afsmag for den engang så beundrede Hamborgeropera, og følgen blev en sådan pengemangel, at Monza ikke vidste sine gode råd, da sangere og orkestermedlemmer endelig gjorde krav på at få deres gage udbetalt. I sin nød henvendte den ulykkelige teaterdirektør sig til Scheibe, der ved den tid allerede havde et navn som komponist, for at anmode den nys ankomne musiker om at komponere en opera, der i modsætning til de i den seneste tid opførte pasticcio’er helt skulle være forfattet i det tyske sprog. På grund af de slette kræfter, operaen for tiden rådede over, gik Scheibe meget nødigt ind på hans anmodning, men gav dog omsider efter, da han fandt en tekst, der efter hans overbevisning stod højt over de tekster, de hamborgske tekstdigtere ellers sædvanligvis mødte op med. Operaen, på hvis musikalske udarbejdelse Scheibe anvendte stor flid, blev altså skrevet, og opførelsesdagen var allerede bestemt, da en sangerkabale ødelagde hele forehavendet.

### Polemik mod den italienske opera
Da Scheibe’s håb om at få beskæftigelse ved operaen glippede, slog han ind på forfattervirksomheden, og her fandt han først egentligt det område, der lå for ham. I et tidsskrift, "Musicus criticus, oder der kritische Musiker", udgivet 1737-1740, gjorde han dristigt sin tids musikudøvelse til genstand for en indgående og fornuftig kritisk undersøgelse og optrådte derved især med næb og kløer imod tidens ensidige italienerbegejstring. Han påviste, at italienerne för en stor del var Skyld i, at flertallet af tidens musikere gik til kompositionen uden at have virkelig musikeruddannelse, og betonede frem for alt vigtigheden af den gode smags opretholdelse i musikken. Især rettede Scheibe dog sine angreb imod selve den italienske opera. Både tekstdigtere, komponister og sangere fik i "Musicus criticus" sandheden at høre. En operadigter, skriver han, bør ikke alene grundigt have studeret digtekunsten, men han må også forstå sig på musik. Udgående herfra kaster Scheibe et blik på operateksterne, således som de for tiden i særdeleshed var beskafne i Hamborgeroperaen. Han finder der hverken sammenhæng eller natur. Personerne handler gennemgående tvært imod deres karaktér. Ikke engang velanstændigheden iagttages. Talen er i almindelighed rå og ubehøvlet; skal sproget være ophøjet og ædelt, udtrykkes dette ved smagløs svulst og således videre.
Heller ikke komponisterne lader efter Scheibe’s overbevisning personerne udtrykke sig i overensstemmelse med deres karaktér; de glemmer, at en helt må tale anderledes end en kryster, og at en fyrste må udtrykke sig på anden måde end en bonde. En vred eller opbragt person anbringer ofte i det øjeblik, da han skal ihjelslå sin fjende, så mange løb og roulader, at denne imens ville kunne undslippe ti gange, hvis han ikke selv fandt glæde i at blive og dø teatralsk. At komponisten i reglen tegner sine karakterer så slet, begrunder Scheibe i hans ofte meget mangelfulde åndsdannelse, eftersom hans hjerne i reglen kun er fyldt med noder. "Sådanne folk," skriver Scheibe, "bidrager i sandhed meget til operaens forfald. De er også skyld i, at vi ikke har bedre operadigtere, thi de forstår ikke at forkaste det slette og vælge det gode, fordi de selv er ulærde og enfoldige." "Sangerne og sangerinderne", siger Scheibe, "skal ikke alene være i stand til at synge deres partier, men de skal også forstå at spille naturligt og overensstemmende med rollens karaktér. De færreste aner imidlertid, at de har andet at gøre end kun at synge. De kappes kun om at vise deres sangdygtighed og om at fordærve melodien ved at anbringe alt det, de kan, af deres kunstige forsiringer."

### Kapelmester
Samtidig optrådte han som frugtbar komponist, blev 1740 kapelmester hos statholderen i Holsten, markgreven af Brandenburg-Kulmbach, (formodentlig Frederik Ernst af Brandenburg-Kulmbach, 1703-62) og blev herfra kort efter kaldt til København, hvor han efter at have komponeret forskellige kantater, blandt andet til indvielsen af slotskirken, udnævntes til kongelig kapelmester.

### Kirkemusik til Christian VI's pietistiske hof
Ved Christian VI’s pietistiske hof fik han rig lejlighed til at virke i kirkemusikkens tjeneste, komponerede en række oratorier, passioner og kantater, også for det nyoprettede Musikalske Societet, fremdeles klagesange ved Christian VI’s død 1746. Ved Frederik V’s tronbestigelse tabte Scheibe dog ganske sin indflydelse og måtte se på, at den italienske opera blev indkaldt på ny til København, hvorved han mistede sin stilling som kapelmester 1748 og efterfulgtes af en italiener, Paolo Scalabrini.
I 1746 var han blevet optaget i den københavnske frimurerloge Zorobabel. I anledning af logens halvårsfest 26. juni 1748 fremsendte Scheibe en "dedication" og anmodede logen om samtykke i at han måtte udgive nogle frimurersange i trykken. Logen indvilligede og han udgav i 1749 sangbogen Neue Freymaurer-Lieder mit bequemen Melodien. Verfetiget und herausgegeben von einem Mitgleide der Loge Zorobabe. Denne sangbog var Danmarks første frimurersangbog, og ligeledes på dette tidspunkt kun den anden af alle på tysk udgivne frimurersangbøger (den første blev udgivet i Altenburg i 1746). Scheibes sangbog indeholder 16 sange, og Scheibe har selv skrevet både musikken og teksten.

### I opposition til de indkaldte italienere
I sin litterære opposition mod italienerne, der nu påfulgte, blev Scheibe støttet blandt andet af sin ven Holberg. I fortalen til sit uopførte syngespil Thusnelde (1749) hævder han sprogets og den poetiske sandheds ret ganske på samme måde som Gluck 20 år senere i fortalen til Alceste, og der er det interessante sammentræf af begivenheder, at Gluck just henad denne tid, i sæsonen 1748—49, opholdt sig i København som kapelmester ved den italienske opera. 1749 gik Scheibe i frivilligt flerårigt eksil til Sønderborg, hvor han virkede både musikalsk og litterært, blandt andet ved en tysk oversættelse af Peder Paars (1750).
Scheibe vendte omsider tilbage til København, optrådte 1761 med et nyt stort oratorium Der wundervolle Tod des Welterlosers og senere med forskellige kantater og passioner.
Han blev valgt til at komponere sørgemusikken ved Frederik V’s død 1766 til tekst af Johannes Ewald. Tallet på Scheibes kompositioner løber højt op (200 kirkelige værker, 150 fløjtekoncerter, 70 værker for kammermusik etc), men kun en ringe del heraf blev trykt.
Da Struensee lagde grunden til Trykkefrihedsperioden med sit reskript 14. september 1770, involverede Scheibe sig i debatten med sit anonymt udgivne skrift En reisende Russers Anekdoter over De Danskes Statsforfatning, Sæder og Skikke. Skriftet, som udkom i to udgaver samt både på tysk og dansk, kritiserede mange af datidens forhold, f.eks. udgifterne til Marmorkirken, bøndernes forhold m.m., og det skabte en livlig debat med flere anonymt udgivne modsvar.

## Betydning
Sin egentlige betydning har han ved sin reformatoriske virksomhed som forfatter. Han er vel en af de første, der har fremsat maximen om den flerstemmige musiks nære forbindelse med Nordens folk, fremdeles om nødvendigheden af en indre stilforbindelse mellem ouverturen og den påfølgende opera. Af en planlagt stor kompositionslære nåede han kun at fuldføre første bind, 1773.

## Værker

### Instrumentalmusik

#### Koncerter
- Concerto a flauto traverso in A (1), für flauto traverso, violino I-II, viola, violoncello, ISBN 87-88215-14-8.
- Concerto a flauto traverso in A (2), für flauto traverso, violino I-II, viola, basso, ISBN 87-88215-16-4.
- Concerto a flauto dolce in B, für flauto dolce, violino I-II, viola, basso, ISBN 87-88215-18-0.
- Concerto a flauto traverso in D (1), für flauto traverso, violino I-II, viola, basso, ISBN 87-88215-20-2.
- Concerto a flauto traverso in D (2), für flauto traverso, violino I-II, viola, basso, ISBN 87-88215-22-9.
- Concerto a flauto traverso in G, für flauto traverso, violino I-II, viola, basso, ISBN 87-88215-24-5.
- Concerto a hautbois d’amour in G, für hautbois d'amour, violino I-II, basso (violoncello, cembalo), ISBN 87-88215-26-1.
- Concerto a hautbois d’amour in h, für hautbois d'amour, violino I-II, basso (violoncello, continuo), ISBN 87-88215-28-8.
- Concerto a violino in h, verschollen.
- Concerto a cembalo in a, für cembalo obligato, violino I-II, viola, basso, verschollen.
- Concerto a cembalo in F, für cembalo obligato, violino I-II, viola, basso, verschollen.
- Concerto a cembalo in G, für cembalo obligato, flauto I-II, basso, verschollen.
- Concerto a cembalo in h, für cembalo obligato, flauto I-II, viola, basso, verschollen.

#### Symfonier
- Sinfonia a 16 in D, für clarino concertato, clarino II, principale, tympani, corno I-II, flauto traversiere obligato, flauto traversiere I-II, oboe I-II, violino I-II, viola, bassono & fondamento (cembalo), ISBN 87-88215-00-8.
- Sinfonia a 6 in A, für flauto traverso I-II, violino I-II, viola, basso (violoncello & cembalo), ISBN 87-88215-02-4.
- Sinfonia a 6 in C, für flauto traverso I-II, violino I-II, viola, basso (violoncello & cembalo), ISBN 87-88215-04-0.
- Sinfonia a 6 in D, für flauto traverso I-II, violino I-II, viola, basso, verschollen.
- Sinfonia a 5 in D, für flauto traverso, violino I-III, basso (continuo con becif.), ISBN 87-88215-06-7.
- Sinfonia a 4 in A, Für violino I-II, viola, basso, ISBN 87-88215-08-3.
- Sinfonia a 4 in a, verschollen.
- Sinfonia a 4 in B (1), für violino I-II, alto viola, basso, ISBN 87-88215-10-5.
- Sinfonia a 4 in B (2), für violino I-II, viola, basso, ISBN 87-88215-12-1.
- Sinfonia a 4 in B (3), verschollen.
- Sinfonia a 4 in c, verschollen.
- Sinfonia a 4 in e, verschollen.
- Sinfonia a 4 in G, verschollen.
- Sinfonia a 4 in g, verschollen.
- Sinfonia a 3 in F, für violino I-II, basso (continuo), verschollen.

#### Sonata og Partitaer

##### Quadros
- Quadro in D (1), für oboe, violino I-II, basso, verschollen.
- Quadro in D (2), für flauto, violino I-II, basso, verschollen.
- Partita in D, für flauto obligato, violino I-II, basso, verschollen.

##### Trioer og Duoer
- Sonata i A (1), for cembalo obligato, flauto traverso/violino concertato, ISBN 87-88215-32-6.
- Sonata i A (2), for cembalo obligato con violino, verschollen.
- Sonata i b, for violino solo con basso, verschollen.
- Sonata i c, for violino solo con basso, verschollen.
- Sonata i D, for cembalo obligato con flauto traverso/violino concertato, ISBN 87-88215-34-2.
- Sonata i d, for violino I-II, basso, verschollen.
- Sonata i d, for violino solo con basso, verschollen.
- Sonata i e, for cembalo obligato con violino, verschollen.
- Sonata i G (1), for cembalo obligato con violino, verschollen.
- Sonata i G (2), for cembalo obligato con violino, verschollen.
- Sonata i G (3), for cembalo obligato con violino, verschollen.
- Sonata i G (4), for cembalo obligato con violino, verschollen.
- Sonata i g, for cembalo obligato con violino, verschollen.
- Sonata i h, for cembalo obligato con flauto traverso/violino concertato, ISBN 87-88215-36-9.

##### Soli for Cembalo
- 7 sonate (A, B, C, E, F, G, g), für cembalo solo, ISBN 87-88215-38-5.
- 7 parties (A, B, D, d, Es, G(1), G(2)), für cembalo solo, ISBN 87-88215-40-7.
- Pieces de Conversation, für cembalo solo, ISBN 87-88215-42-3.

##### Soli for Orgel
- 3 sonate (B, D, F) für 2 manualer og pedal, ISBN 87-88215-46-6.

### Vokalmusik

#### Latinsk Kirkemusik
- Magnificat in D, für tromba I-II, principale, tympana, oboe I-II, violino I-II, viola, SATB, basso, organo (Becif.), ISBN 87-88215-48-2.
- Magnificat in G, für oboe I-II, violino I-II, viola, SATB, basso, organo (Becif.), ISBN 87-88215-01-6.
- Sanctus in F, für corno di caccia I-II, violino I-II, viola, SATB, continuo, organo, ISBN 87-88215-03-2.
- Sanctus in G, Für Oboe I-II, violino I-II, viola, SATB, continuo (Becif.), ISBN 87-88215-05-9.

#### Kirkekantater
- Der Engel des Herrn lagerte sich, für tromba I-II, principale, tympani, flauto traverso I-II, oboe I-II, violino I-II, viola, SATB, continuo (Becif.), ISBN 87-88215-07-5.
- Der Tod ist verschlungen in, für clarino I-II, tympano, violino I-II, viola, SATB, continuo (Becif.), ISBN 87-88215-09-1.
- Die Liebe Gottes ist ausgegossen, für clarino, oboe, violino I-II, viola, SATB, continuo (Becif.), ISBN 87-88215-11-3.
- Lobet den Herrn, alle Heiden, für corno I-II, oboe I-II, violino I-II, viola, SATB, continuo (Becif.), ISBN 87-88215-15-6.
- So ofte Jesus grosser Nahme, für oboe, calcedone, violino I-II, viola, SATB, organo (Becif.), ISBN 87-88215-17-2.
- Wer sich rühmen will, für trombe I-III, tympani, flauto traverso I-II, oboe I-II, violino I-II, viola, SATB, basso, ISBN 87-88215-19-9.

#### Passionsmusik
- Den døende Jesus, Passionssang von M. Hammer, ISBN 87-88215-25-3.
- Der wundervolle Tod des Welterlösers, Oratorium von J. A. Scheibe, ISBN 87-88215-23-7.
- Die Auferstehung und Himmelfahrt Jesu, Kantate von K. W. Ramler, ISBN 87-88215-21-0.
- Passions-Cantata (Vor Harpe er bleven til Sorrig), Poesien von Johannes Ewald, ISBN 87-88215-29-6.
- Sørge-Cantata ved Christi Grav (Herrens Salvede, som var vor Næses Aand), Poesien von Johannes Ewald, ISBN 87-88215-31-8.

#### Lejlighedskantater
- Der Tempel des Ruhmes, Ein Singgedicht am Tage als I. K. M. Juliana Maria und S. K. M. König Friederich V zu Dänemark dero prächtigen Einzug in Kopenhagen hielten, 11. Oktober 1752, Die Poesie von J. A. Scheibe, ISBN 87-88215-35-0.
- Die Patrioten. Ein Singgedicht auf den Geburtstag des Kronprinzen von Dänemark (Christian VII), 1760, Die Poesie von Cramer, ISBN 87-88215-37-7.
- I Jesu Navn skal al vor Gerning ske, Copulationsmusik, ISBN 87-88215-39-3.
- Sørge- og Klage-Sange over Dronning Lovise (Rinder I Taarer fra bundløse Floder), 1752, Ved G. Schaft, ISBN 87-88215-33-4.
- Sørge-Sange over Kong Frederik V (O Skræk! hvad seer jeg her?), Christiansborg Slotskirke 18. März 1766, Poesien von Johannes Ewald, ISBN 87-88215-41-5.

#### Kammerkantater
- Cephalus (Seyd munter, ihr Jäger!), Kantate von Johann Elias Schlegel, Für Tenor solo & cor I-II, violino I-II, viola, basso, ISBN 87-88215-43-1.
- Tragische Kantaten für eine oder zwo Singestimmen und das Clavier, Nämlich: des Herrn von Gerstenbergs „Ariadne auf Naxos“, und Johann Elias Schlegels „Prokris und Cephalus“, ISBN 87-88215-45-8.

### Skrifter
- Compendium musices theoretico-practicum, das ist Kurzer Begriff derer nöthigsten Compositions-Regeln. MS, D LEm, ca. 1730.
- Der critische Musikus. I, Hamburg 1738, II, Hamburg 1740, I und II, Leipzig 1745 (Wikisource).
- Abhandlung vom Ursprunge und Alter der Musik, insonderheit der Vokalmusik. Altona und Flensburg 1754.
- „Abhandlung über das Rezitativ“, in: Bibliothek der schönen Wissenschaften und freien Künste XI–XII, 1764–1765.
- Über die musikalische Composition.
  - Erster Theil: Die Theorie der Melodie und Harmonie. Leipzig 1773.
  - Zweyter Theil: Die Harmonie, oder Die Zusammensetzung der Töne an und für sich selbst. MS, DK Kk.